# Otto Löhr
Otto Löhr (ur. 1900, zm. 1989) – niemiecki kierowca wyścigowy.

## Kariera
W swojej karierze wyścigowej Löhr poświęcił się głównie startom w wyścigach samochodów sportowych. W latach 1937–1939 Niemiec pojawiał się w stawce 24-godzinnego wyścigu Le Mans. W pierwszym sezonie startów uplasował się na czwartej pozycji w klasie 2, a w klasyfikacji generalnej był dziewiąty. Rok później odniósł zwycięstwo w klasie 1.5. W sezonie 1939 nie dojechał do mety.